# Tetrorchidium ochroleucum
Tetrorchidium ochroleucum är en törelväxtart som beskrevs av José Cuatrecasas. Tetrorchidium ochroleucum ingår i släktet Tetrorchidium och familjen törelväxter. Inga underarter finns listade i Catalogue of Life.